# 避霜花小煤炱
避霜花小煤炱（学名：Meliola pisoniae）是属于小煤炱目小煤炱科小煤炱属的一种真菌，寄生在腺果藤属植物上。该种分布于台湾、菲律宾。